# Koncz Aurélné Karácson Ottília
Koncz Aurélné Karácson Otília (Székelykeresztúr, 1871. február 17. – Debrecen, 1956. július 4.) tanár, a Debreceni Református Felsőbb Leányiskola majd a Debreceni Református (Dóczi) Leánygimnázium igazgatója.

## Élete
Apja a helybeli református lelkész, anyja szász család gyermeke volt. Alsófokú iskoláit szülőhelyén, a tanítónőképzőt Kolozsváron végezte. Magyarból és történelemből szerzett polgári iskolai tanári oklevelet. 1920-ban miniszteri rendelet jogosította fel kivételesen a gimnáziumban való tanításra. 1922-től már nem tanított.
1903-ban házasságot kötött a székelyudvarhelyi származású nagysolymosi Koncz Auréllal. Házasságukból nem született gyermek.
Nyugdíjazása után egy városi bérházban élt, ekkor már özvegyen, majd 1945 után a Bocskaikertben álló kis házukba költözött. Családja (húga Karácson Julianna Dienes János festő rajztanár felesége lett, mindketten a Dóczi Gimnáziumban tanítottak) és tanárkollégái látogatták nyugdíjas éveiben.
Halálakor a családnak írt levelében Dr. Révész Imre püspök Arany János soraival emlékezett rá:
„Egynek nem adatván – anyja levél soknak, Kik hűlt poraidban is áldani fognak..."
A püspök így írt róla: "A magyar református pedagógia történetében, a gyakorlati megoldások síkján olyan nyomokat hagyott maga után, mint rajta kívül alig valaki. Ezeket a nyomokat az idők szele időnként behordja a feledés porával, de egyszer megint elő fognak tűnni, mint vélt sivatagokból az ókori királyok tündérpalotái."

## Tanári pályája
1892-ben megpályázta a debreceni református felsőbb leányiskola tanári állását, ahol alkalmazást is nyert. Tanított az 1899-ben megnyíló tanítónőképzőben is. Szaktárgyai mellett oktatta a háztartástant, gazdaságtant, németet és földrajzot. Debreceni lakása kezdetben az iskola akkori igazgatójának, Dóczy Gedeonnak családjánál volt, aki rendszeretetével, pontosságával, alapos felkészültségével, vasszigorával, de arany szívével példaképévé vált a pedagógusi pályán. 1901-ben megválasztották az internátus igazgatójává, mely tisztet nyugdíjazásáig betöltötte.
1909. szeptemberében a felsőbb leányiskola igazgatójává választották. Teljes erejével támogatta a leánygimnázium felállítását, melynek első igazgatója lett, 1913-ban.
Kiváló előadói, szónoki képességeit nem csak a nevelés-oktatás terén kamatoztatta nagy sikerrel, de igazgatóként az iskolai ünnepségeken és a számos társadalmi szervezetben való tagsága révén tartott beszédeinél is nagy hasznát vette. Papír nélkül állt ki a közönség elé, szabadon adta elő átgondolt mondanivalóját.
Nagy hasznát látta e képességének különösen a kezdeményezésére 1924-ben megalakult Volt Iskolatársak Szövetségének elnöki székében, amelynek szervezetnek kiemelkedő szerep jutott a gimnázium és tanítónőképző új épületének 1927/28-as felépítésében.
Koncz Aurélné Karácson Otíliát, Tili nénit, a diákok szeretete, a város közönségének megbecsülése övezte végig élete során. Előbbi kedves példája volt, mikor évről évre május 1. éjszakáján az internátusi növendékek az internátusban lévő szolgálati lakásának folyosójára lopózva adtak szerenádot szeretett igazgatónőjüknek.
44 év tanári szolgálat után vonult nyugdíjba 1936. júniusában, miután a vallás- és közoktatásügyi miniszter az iskolafenntartó egyház kérésére egy tanévre szolgálatban visszatartotta a már nyugdíjra jogosult igazgatónőt.

## Társadalmi munkássága
A már említett Volt Iskolatársak Szövetségének alapításától 1945-ig elnöke volt. Az Országos Középiskolai Tanáregyesület debreceni körének alelnöke, az Országos Református Tanáregyesület igazgatóságának tagja, a Templomegyesület szakosztályi elnöke, a Kossuth utcai egyházrész női szakosztályának elnöke, a Debreceni Székely Társaság társelnöke, a Dóczi Intézet közös tanárkarának elnöke, a debreceni községi iskolaszék tagja, a debreceni Csokonai-kör, a Jótékony Nőegylet és a Magyar Vöröskereszt Egylet debreceni fiókjának választmányi tagja, az Országos Református Szeretetszövetség debreceni alakulatának társelnöke, a debreceni Névmagyarosító Társaság társelnöke.

## Irodalmi munkássága
1911-ben Marosvásárhelyen, a Református Középiskolai Tanáregyesület közgyűlésén mondta el a nőneveléssel kapcsolatos elképzeléseit, mely az igazgatása alatt álló iskola értesítőjében meg is jelent. E munka röviden, tömören, de mégis teljes alapossággal, lényegre törően fejtette ki a kérdésben elfoglalt álláspontját.
Dóczy Gedeon születésének 100. évfordulóján néhai igazgatója, példaképe személyes élményekkel teli életrajzát tárta az érdeklődök elé.